# 孙文成
孫文成，正黄旗包衣人。康熙雍正年間官員，曾官内务府正黄旗包衣管領、内务府郎中、苏州织造、粵海關監督、杭州織造。2018年时，以上奏專發廢文在中国大陆获得网络知名度。

## 生平
孫文成曾任内务府正黄旗包衣第二叅領第一管領（係順治十一年分立）、正黄旗包衣第四叅領第一旗鼓佐領（係國初編立），后任内务府郎中兼蘇州織造（据《钦定八旗通志》）。康熙四十二年（1703），广东巡盐御史（载《广东通志：职官》卷29）。四十五年（1706年），任杭州織造（载《浙江通志：织造府》）。康熙四十七年（1708年）奉詔同曹宜護送內造自在觀音一尊、救度佛母一尊到普陀，分供普濟、法雨兩寺。翌年，奉旨辦理准運大米出海，供全山僧眾齋糧事宜。五十三年，捐銀百兩建法華樓，為北京正音老和尚卓錫處，撰〈補陀法華樓記〉。（g009p0222；淵四．浙江通志．卷一百二十一：12）清代檔案奏摺顯示孫文成和李煦、曹寅、曹頫、高士奇、仇兆鰲等皆有交集。 
康熙四十五年（1706年），孙文成由江寧織造曹寅（曹雪芹祖父）推薦給康熙帝，任命為杭州織造。雍正五年（1727年），雍正帝以孫文成年老體弱為由撤掉了其杭州織造的職務。有当代研究者认为，孙文成是李煦、曹寅的附庸，在任为“碌碌守官，其所上密奏甚少，也缺乏有份量的内容，备员而已。”:44

## 家族
孫文成和曹家、李煦、仇兆鰲有密切聯系。此孫氏曾分居豐潤、遼陽等地，更早實際出自山東。孫文成家老人曹寅母孫氏和夫君曹璽皆是多爾袞及其兄英親王阿濟格門下包衣，原屬內務府。後阿濟格被罷黜宗室。康熙年間，一支隨阿濟格後裔輔國公綽克都平反分封改入鑲紅旗包衣，即乾隆朝尚書托恩多一族，服侍的正是曹雪芹好友敦誠、敦敏祖上，乾隆二十四年，此孫氏一族（祖上典儀孫齊，與豪格家有姻親）擡入鑲紅旗滿洲，改稱孫佳氏，託恩多其父為長壽老人色恒額，其孫為嘉慶朝護軍桂明，後官至提督。同在康熙年間，此孫氏一支入內務府正黃旗包衣，即杭州織造孫文成一族，與李煦、曹寅關系密切，後擡入正黃旗滿洲。
民間誤傳編造曹寅母親孫氏名叫孫梅，孫文成家的，来自山西大同，是鑲白旗（正白旗）男爵孫得功之子三等男爵孫有光的女兒。孫有光在山西大同曾為曹振彥手下，所以嫁曹家。誤傳猜測原因一是此支孫氏在清代最為顯赫，有名人孫思克等，和皇室宗族聯姻，後人攀附較多；二是此支孫氏和曹雪芹祖上同属正白旗，故有網民根据孫得功之孫名叫孫蘭、孫桂；將曹寅母親孫氏的名字猜測為孫梅，說曹寅母孫氏是孫得功孫女、孫有光女，這是不對的。民間亦稱孫文成兒子為孫普福是不對的，實際孫氏族人多改滿名，孫文成的兒子杭州织造司库普福，改滿名，清代缙绅录中不再冠以孫姓。
雍正三年，孫文成和其子普福陛見雍正帝。孫文成在康熙雍正年間滿文奏折較多，雍正朝請安折較多。

### 孙文成子普福
孙文成子普福，內務府正黃旗滿洲人，和父孫文成覲見雍正 雍正3年 故宮011646 雍正五年孫文成奏:奴才自前年冬叩见皇上时，父子瞻仰...主子面谕，奴才父子不敢...。雍正十三年十月初一日奏称:据杭州织造司库普福呈称:普福之故父孙文成在杭州织造任内，蒙奉大行皇帝朱批训旨遵即陆续恭缴)(红楼梦学刊 - Issues 78-79 - Page 250)。孙文成家僕：《清宮內務府活計檔案》資料庫搜索:孫文成家僕名叫好生、普福家僕有王全章、王國章、王信、王陞（或王昇、汪昇）、王林、李忠、李志、李貴、陳榮、陳存、永興等。第一歷史檔案館奏折,杭州织造司库普福呈称:普福之故父孙文成在杭州织造任内。又有司库普福护理杭州织造等奏摺。乾隆十三年，官杭州织造乌林大加一级（司库），见缙绅录。

### 普福（徐氏）
缙绅录显示为内务府正黄旗满洲人，和孙文成子普福同旗同名同时期，雍正末乾隆初在内务府官职相似。八旗通谱显示，祖上为正黄旗包衣徐正。
- 內務府主事 雍正10年。
- 總管六庫事務郎中	乾隆6年-乾隆[17]年	軍機處檔摺件, 009577號
- 正黃旗下郎中普福和兄護軍常有購得常鼐豐潤縣雷家莊官房 乾隆7年 第一歷史檔案館檔案。豐潤乃曹氏祖上之地。
- 鳳陽關稅務監督	乾隆7年-乾隆14年	軍機處檔摺件, 004103號
- 鳳陽關稅務監督任上，六年差期將滿，奏請回京供職，為遷父母祖墳，家族人丁單乏，兄護軍常有在京貧困 乾隆12年 乾隆硃批：不必換差，若欲來京，摺奏候旨。 故機000286號
- 奏請赴京奉安孝賢皇后梓宮摺 乾隆17年 硃批：此必因高斌復奏請而亦為此奏汝豈可比高斌耶仍不必來。 故宮028102
- 淮安關稅務監督（于乾隆十四年、二十二年、三十一年三次出任），载乾隆14年-乾隆16年《軍機處檔摺件》005632號，又载伊龄阿辑纂《淮关统志》卷8（伊龄阿将普福错记为“镶黄旗”）
- 奏賀皇子阿哥誕育摺 乾隆17年      故宮027347
- 巡視兩淮鹽政（于乾隆十七年、二十年、三十年三任此职），载乾隆16年-乾隆18年、乾隆[20]年-乾隆[22]年、乾隆30年-乾隆[33]年《軍機處檔摺件》007831號，又载曾国荃督修光绪版《两淮盐法志：职名表》卷131。
- 長蘆鹽政	乾隆18年-乾隆[20]年	高宗純皇帝實錄(六), 卷450乾隆18年11月上, 頁868-2
- 奏為子祥慶會試荷賜進士出身賞拔庶吉士謝恩摺 乾隆28年 乾隆硃批：不可作老封君無恥之想一進士何足奇哉 故宮040697
- 普福與薩載同因為果親王弘瞻短價製繡般朝衣什物等事發，革職来京 乾隆28年 硃批：一家受恩太重,固非善事,若不時時戒懼,斷不能永受太盛之福也,且此數人之獲罪有一人係朕特意治罪者耶。」但是本案處罰並不嚴格,帝命抄普福任所,變抵官欠,不足者加恩寬免。薩載雖免去蘇州織造之職,卻命令由其父薩哈岱繼子之職爲蘇州織造。
- 蘇州織造	？-乾隆30年	高宗純皇帝實錄(十), 卷740乾隆30年7月上, 頁153-1
- 隨乾隆和皇后那拉氏等南巡 乾隆30年 二月十三日，乾隆和皇后那拉氏駐驊淮安府平橋大營，晚膳賞簡親王、傅恒、福隆安米面一盤，阿里袞點心一盤，於敏中豬肘子一碗，高晉大爐餅一盤，託恩多燉肉一碗，高恒、普福點心一盤等。
- 河東鹽政	乾隆33年	高宗純皇帝實錄(十), 卷740乾隆33年2月上, 頁861
- 兩淮鹽引案發 乾隆33年
- 普福妾一人幼孫三人家眷等送交京城 乾隆33年 薩哈岱（託恩多親戚，其两人之子乃连襟）奏明普福業已到京所有家人行李俱經攜帶回京請敕該旂查封事 故宮051233
- 普福河東鹽政職由薩哈岱接替 乾隆33年 奏聞臣奉上諭派委妥員伴送普福進京薩哈岱今已接河東鹽政員缺事 故宮051052
- 普福死罪抄家送入京交與吏部尚書兼步軍統領崇文門正監督托恩多 乾隆33年 直隸布政使觀音保奏為遵旨查辦普福家眷隨帶貲財行李委員解送京城交與託恩多查收外謹繕清單恭呈御覽 故宮051353
- 吉慶、普福均是奴才（高晋）儿女姻亲 乾隆33年  高晋奏為奴才對弟高恒不能隨事教導於吉慶普福又不能隨時覺察呈請將奴才交部一併治罪事 故宮051270
- 普福和高誠亦有兒女姻親 乾隆33年奏摺
- 普福、高恒抄家名單物件 乾隆33年 崇文門副監督金簡奏 （第一歷史檔案館）
- 普福、高恒等抄家官物交至京城託恩多，被託恩多低價私買 乾隆33年 崇文門副監督金簡奏參彈劾吏部尚書步軍統領兼崇文門正監督託恩多，乾隆鄙託恩多小器，革職 （第一歷史檔案館）
- 普福、高恒被斩 雖經傅恆說請 乾隆33年。

### 普福（徐氏）家族成员
根据乾隆二十五年庚辰恩科顺天乡试同年齿录祥庆词条和台湾故宫文献资料库普福奏折、第一历史档案和缙绅资料库普福奏折确定以下资料。
- 祖父：七十。母：佟氏。(乾隆二十五年庚辰恩科顺天乡试同年齿录祥庆)
- 父：观音保（齿录记作观普保）。
- 妻：妻李氏。(乾隆二十五年庚辰恩科顺天乡试同年齿录祥庆)
- 子：護軍常有，配宋氏；兩淮鹽政普福，配李氏。普福（1707-1768），死罪，康熙四十六年出生，妻亦是李氏。普福曾官內務府郎中外放蘇州織造、兩淮鹽政等职。乾隆三十三年，因兩淮鹽引大案，同姻亲家高恆 (清朝)即乾隆慧贤皇贵妃之兄、好友盧見曾被乾隆處死，虽经傅恒说情，亦无用。此为乾隆朝第一大案。注：根据奏折，普福和高恒嫡堂兄高晉、高诚（后代有进士文玉）兄弟為兒女姻親；盧見曾和纪昀（紀曉嵐）是親家。
- 孫：祥安（内务府包衣参领、正黄旗第四甲喇、第五甲喇参领、畅春园郎中，卒于嘉庆十三年,第一历史档案馆）、祥庆（普福奏為子祥慶會試荷賜進士出身賞拔庶吉士謝恩摺，乾隆二十八年，台湾故宫文献）、祥瑞、祥兆。乾隆二十八年進士祥慶（1738-？），字厚齋，號素雲，娶张氏，乾隆三年出生，翰林院編修，吏部主事郎中，嘉慶朝外放福建興化府知府，卒于嘉慶朝。祥庆兄祥安、弟祥瑞（江宁织造衙门笔帖式，配李氏）、祥兆（内务府钱粮房笔帖式、主事，嘉庆朝初在万年吉地工程处帮差）。
- 曾孫辈：广宴、广明、广龄（披甲，配苏氏）、广德、广涛（披甲、内务府钱粮房、仓掌、酒醋房副内管领,第一历史档案：江宁织造衙门笔帖式祥瑞之子来江苏省亲）。
- 普福和大臣李質穎、金輝有共同家僕永興；普福和（尤）安寧（即尤拔世弟）有共同家僕李忠；普福和伊齡阿有共同家僕陳榮；普福和高恆亦有共同家僕王國章。(《清宮內務府活計檔案》-觀箴雲簡）

## 註腳
1. 1 2  郭卫. . 编辑：郭卫，责任编辑：方志华. 杭州网. 2018-07-10  [2023-06-08]. （原始内容存档于2020-07-30） （简体中文）.
2. ↑  韦庆远. . 史学集刊 (吉林省长春市: 吉林大学). 1992, (1992年第3期): 42—50  [2023-06-09]. ISSN 0559-8095. （原始内容存档于2021-11-18） （简体中文）.